# Паверама
Паверама (порт. Paverama) — муниципалитет в Бразилии, входит в штат Риу-Гранди-ду-Сул. Составная часть мезорегиона Восточно-центральная часть штата Риу-Гранди-ду-Сул. Входит в экономико-статистический микрорегион Лажеаду-Эстрела. Население составляет 8145 человек на 2006 год. Занимает площадь 171,607 км². Плотность населения — 47,5 чел./км².

## История
Город основан 13 апреля 1988 года.

## Статистика
- Валовой внутренний продукт на 2003 составляет 61 181 251,00 реал (данные: Бразильский институт географии и статистики).
- Валовой внутренний продукт на душу населения на 2003 составляет 7685,12 реала (данные: Бразильский институт географии и статистики).
- Индекс развития человеческого потенциала на 2000 составляет 0,789 (данные: Программа развития ООН).